# دايفيد جيلمور
دايفيد جيلمور (بالإنجليزية: David Gilmore)‏ هو عازف جاز وعازف قيثارة أمريكي، ولد في 5 فبراير 1964 في كامبريدج في الولايات المتحدة.

## وصلات خارجية
- الموقع الرسمي
- دايفيد جيلمور على موقع ميوزك برينز (الإنجليزية)
- دايفيد جيلمور على موقع ديسكوغز (الإنجليزية)